# Wodopławiki
Wodopławiki (Fluvicolinae) – podrodzina ptaków z rodziny tyrankowatych (Tyrannidae).

## Występowanie
Podrodzina obejmuje gatunki występujące w Ameryce.

## Systematyka
Do podrodziny należą następujące plemiona:
- Ochthoecini Ohlson, Irestedt, Batalha Filho, Ericson & Fjeldså, 2020
- Fluvicolini Swainson, 1832-33
- Xolmiini Tello, Moyle, Marchese & Cracraft, 2009
- Contopini Fitzpatrick, 2004